# 쿠르트 마이어
쿠르트 "판처" 마이어(독일어: Kurt "Panzer" Meyer, 1910년 12월 23일 ~ 1961년 12월 23일)는 제2차 세계 대전 당시 무장SS에서 복무한 장교이다. 프랑스 침공, 바르바로사 작전 그리고 노르망디 전투를 포함해 수많은 주요 전투에 참가했다.
전반적인 경력을 살펴보면, 백엽 검 기사십자 철십자장과 제3제국 3급(최고급) 무공훈장을 수훈한 인물임과 동시에 양차 대전을 통틀어 최연소 독일군 사단장이었다. (쿠르트 마이어의 명성 때문에 세간에는 이렇게 알려졌지만 실제 독일군 최연소 사단장은 32세에 제78 국민척탄병사단장을 역임한 하랄트 폰 히르슈펠트 중장이다.)
용맹무쌍한 군인이었던 마이어의 인생은 1944년 캉 근방에서 벌어진 격렬한 전투 도중에 자행된 전쟁범죄로 인해 유죄 판결을 받으면서 파멸을 맞이했는데, 그가 연합군 검사들에게 기소된 죄목인 '포로를 잡지 말라'는 명령 외에도 휘하 병사들이 마이어의 지휘 본부가 설치돼 있던 아르덴 수도원에서 캐나다군 포로들을 학살한 사실이 존재했다. 전후 영국 및 캐나다 군 감옥에서 9년을 복역했다. 석방 후 무장SS 퇴역군인 상조회(HIAG)의 공식 대변인이 되었다.

## 어린 시절
쿠르트 아돌프 빌헬름 마이어는 1910년 12월 23일 브라운슈바이크 주 예륵스하임에서 가난한 노동자 집안의 사생아로 태어났다. 1914년 마이어의 아버지는 독일군에 입대해 제1차 세계대전 당시 부사관으로 복무했으며, 전투 중 입은 부상으로 퇴역 하기 전에 본부원사(Stabsfeldwebel)까지 진급했다.
마이어는 예륵스하임에서 학교를 다녔다. 졸업 후 아버지처럼 공장 노동자가 되었고, 얼마 후에는 광부가 되었다. 그 후 지겨운 노동자의 삶을 벗어나고 싶어했던 걸로 보이는 마이어는 메클렌부르크 주경찰에 들어가기 위해 지원서를 냈고, 1929년 10월 1일 합격 통고를 받았다.
마이어의 별명인 Panzer(전차)는 기갑전의 달인이라서 붙여진 별명이 결코 아니다. 슈베린에 있는 경찰 대학에서 훈련을 받고 있던 시절, 마이어는 동료 생도에게 짓궃은 장난을 치기로 했다. 계획은 2층 건물 지붕에서 같은 반 생도의 머리 위로 물세례를 날려주는 것이었다. 그 와중에 마이어는 지붕에서 미끄러져 추락했고, 그로 인해 발 뼈가 20 조각 이상 나는 중상을 입었다. 상태가 너무 심각해서 죽을 수도 있는 상황이었지만, 마이어는 놀랍게도 완전히 건강을 회복했다. 이 놀라운 사태 후 반 친구들은 마이어에게 전차라는 별명을 붙여주었다. 왜냐하면 마이어가 전차처럼 튼튼했기 때문이었다.

## SS로서의 경력
마이어는 아돌프 히틀러가 수상이 되기 3년 전인 1930년 9월 1일 국가사회주의 독일 노동자당에 가입했다(당원 번호 316,714). 얼마 후 하인리히 힘러에 의해 지휘 되는 정예 조직인 SS에 입대를 지원했다. 1931년 10월 15일 입대가 허락되었고, 그와 함께 마이어가 처음 배속 된 곳은 슈베린 시에 거점을 두고 있는 제22 SS연대였다(SS 번호 17,559). 1932년 마이어는 장교로 임관, SS하급돌격지도자(소위급)가 되었다. 1934년 5월 SS에서 가장 선망 받는 조직인 라이프슈탄다르테로 전속되었다. 1936년 9월 마이어는 SS상급돌격지도자(중위급)로 승진하고, 라이프슈탄다르테의 대전차부대인 제14 대전차중대장이 되었다. 마이어와 라이프슈탄다르테는 제16 군단에 배속되어 오스트리아 병합, 하인츠 구데리안 지휘 아래 체코슬로바키아 침공 등 무혈 임무에 참가했다.

## 발칸 그리고 그리스
서부 전역 종료 후 제15 오토바이 저격병중대는 수색대대로 개편되었고, 그와 함께 마이어는 SS돌격대지도자(소령급)로 승진했다.
무솔리니의 발칸 침공으로 인해 바르바로사 작전이 지체 될 상황에 처하자, 독일은 유고슬라비아와 그리스에 총부리를 돌렸다. 마이어의 수색대대는 알바니아에서 거침없이 철수를 감행하고 있던 그리스 제3 군단을 분단했다. 마이어의 대대는 강력한 수비를 자랑하는 클리수라(Klissura) 고개를 폭풍처럼 들이쳤고, 그로 인해 카스토리아(Kastoria) 호수는 지옥으로 돌변, 카스토리아 시에 주둔하고 있던 그리스군은 분단되고 말았다. 4월 13일 공격이 개시되었지만, 이튿날까지 공격은 Werkjes에 근방에 있는 클리수라(Klissura) 고개에 존재하는 그리스군의 강력한 저항으로 인해 난항에 빠졌다. 그리스 제20 사단은 Werkjes 시 및 고개 경사면 정상에 강고한 수비된 진지를 구축해 놓고 있었다.
마이어는 휘하 수색대대를 3개 공격 부대로 나누었고, 그 중 하나를 자신이 지휘하고 나머지 둘은 각각 후고 크라스와 막스 뷘셰에게 지휘를 맡겼다. 새벽에 이루어진 마이어 대대의 기습적인 공격으로 오전 11시 경 그리스군의 외곽 수비선이 돌파되었지만, 여전히 진격은 어려웠고 주저하는 병사들을 재촉하기 위해 마이어는 수류탄을 뽑아들어 병사들 뒤에 던졌다. 남은 길은 전진뿐이었다. 오후 중반 도시와 고지가 확보되었고, 카스토리아로 통하는 도로가 개통되었다. 이 고지 전투에서 그리스군 600명이 항복했다. 마이어 대대의 피해는 사망 장교 1명, 병사 6명 그리고 부상 장교 1명, 병사 17명뿐이었다. 4월 16일 마이어의 대대는 그리스군 수비선 후방으로 침투, 남쪽에서 카스토리아 시를 공격해 1,100명 이상의 포로를 포획했다. 이 공적으로 마이어는 1941년 5월 18일 기사십자 철십자장을 수훈했다.

## 바르바로사 작전
마이어의 수색대대는 1941년 6월에 개시된 바르바로사 작전에 남부 집단군 소속으로 참가했다. 작전 동안 자신이 보여준 번개처럼 빠른 행동으로 인해 마이어는 "Schnelle Meyer"(번개 마이어)라는 별명을 얻게 되었다. 흑해 연안에 위치한 Mariupol를 점거하면서 보여준 대대의 행동 즉 마이어가 문자 그대로 '탄환을 장전하라'는 명령에 따라 벌어진 행동으로 인해 도시뿐만 아니라 실제로 소련군 사단 전체가 항복하는 사태가 발생했다. 이 전투는 마이어의 지휘 형태를 보여주는 전형적인 사례 중 하나였다. 과감하고 용감하면서도 또한 무모하기 짝이 없는 마이어 특유의 지휘 형태 말이다(마이어는 항상 최전선에서 부하들을 지휘했다).
동년 10월 병을 얻은 마이어는 후고 크라스에게 지휘권을 넘기고, 베를린에서 아내의 간호 아래 건강 회복에 힘썼다. 1942년 1월 건강을 회복한 마이어는 부대로 복귀했고, 얼마 후 당시까지의 공적을 인정받아 독일 황금십자장을 수훈했다.

## 하리코프와 히틀러유겐트 사단
마이어의 복귀 후, 차량화보병사단 라이프슈탄다르테는 "SS기갑척탄병사단 라이프슈탄다르테 SS 아돌프 히틀러"로 개편되었다. 제2 SS기갑군단이 하리코프에서 퇴각한 후 파울 하우서 SS대장은 도시의 탈환을 명령했다. 상처입은 자신들의 명예를 회복할 기회라 여긴 정예 무장SS 병사들은 하리코프 탈환에 돌입했다. 마이어의 재편성된 제1 SS기갑수색대대는 최전선에서 끊임없이 전투를 벌였다. 하리코프 전투 당시, 마이어의 대대는 뷘셰의 제1 SS기갑연대 1대대, 테오도어 "테디" 비슈의 제2 SS기갑척탄병연대 휘하 후고 크라스의 1대대 및 요아힘 파이퍼의 3대대와 척척 호흡을 맞추며 공격에 들어갔다. 이 소규모 전투단들은 소방수처럼 행동하며 위기에 빠진 전선을 하나씩 수복, 소련군 전선을 돌파해 포위된 아군을 구출하고 소련군 장교들을 포획했다. 마이어의 대대는 Jeremejewka와 Aleksandrowka 근방에서 소련군 사단 지휘부 전체를 사로잡았다.
하리코프 탈환전 종장, 라이프슈탄다르테에 부여된 임무는 도시 중앙에 위치한 붉은 광장이라는 불리는 넓은 광장을 점령하는 것이었다. 마이어, 뷘셰 그리고 파이퍼는 자신들의 전투단을 이끌고 도시 전체를 점령해야 하는 사명을 띠고 있었다. 마이어는 자신의 대대를 이끌고 붉은 광장으로 돌진해 들어가 소련 수비군에 의해 분단되기 전에 광장 일부를 확보했다. 마이어와 휘하 척탄병들은 3월 13일 파이퍼 전투단에 의한 구출이 있기 전까지 압도적인 병력을 자랑하는 소련군을 상대로 광장을 사수했다. 파이퍼 전투단과 테디 비슈의 연대 본대는 마이어의 대대와 함께 악전고투 후 마침내 도심 중앙부를 장악하는 데 성공했다. 이 명예롭기 그지 없는 공적에 따라 붉은 광장은 라이프슈탄다르테 광장으로 개칭되었다.
라이프슈탄다르테, 다스 라이히, 토텐코프 이 정예 3개 SS사단과 국방군 정예인 그로스도이칠란트 사단의 활약으로 니콜라이 바투딘의 공세는 기세를 잃었고, 추가로 소련군은 보로네시를 내주고 남서부 전선에서 막대한 전력을 상실했다. 제3차 하리코프 공방전은 대전 중 독일군 거둔 마지막 주요 승리 중 하나였다. 당시의 활약으로 마이어는 백엽 기사십자 철십자장을 수훈한 195번째 인물이 되었다.
1943년 여름 히틀러는 신생 SS사단의 편성을 공표했다. 제12 SS기갑사단 히틀러유겐트는 1926년에 출생한 17세의 히틀러유겐트 출신들로 편성되었다. 사단의 기간 장교는 라이프슈탄다르테에서 차출되었다. 사단장으로 마이어의 오랜 전우인 프리츠 비트 SS상급대령이 임명되었고, 마이어 또한 뷘셰의 권유로 히틀러유겐트에 합류하게 되었다. 단, 마이어는 히틀러유겐트의 기갑연대를 지휘하고 싶다는 자신의 요망에도 불구하고 어린 척탄병들로 구성된 제25 SS기갑척탄병연대장에 임명되었다. 1943년 6월 21일 마이어는 SS대령으로 승진했다. 마이어는 벨기에 베베를로에서 부대 훈련을 감독했다. 1944년 초 사단은 연합군의 침공에 대비하기 위해 벨기에 아셀(Hasselt)로 이동했다.

## 노르망디 - 캉 공방전
1944년 6월 6일 오버로드 작전이라 명명된 연합군의 대규모 상륙 작전이 개시되었다. 이제 독일은 서부 전선까지 떠안아야 될 상황이 된 것이다. 엄청난 혼란 후 히틀러유겐트 사단은 6월 6일 14시 30분 경부터 전선으로 이동하기 시작했고, 마이어가 이끄는 제25 SS 기갑척탄병 연대와 제12 SS 기갑 연대 2대대 소속 2개 4호 전차 중대로 구성된 히틀러유겐트 사단 선발대가 격렬한 함포 및 대전차 포격 그리고 공습에 시달리며 영연방군이 상륙한 소드 해안 근방으로 진격했다. 마이어의 연대는 6월 6일 22시 00분 집결지에 도착해 전투 준비를 끝마쳤다. 마이어는 종탑을 통해 노르망디 전원 지대를 조망하는 데 최적의 지점인 아르덴 수도원에 지휘 본부를 설치했다.
사단의 첫 번째 교전에서 마이어 연대의 "꼬마 전사들"은 자신들이 뛰어난 군인임을 증명했다. 제25 SS기갑척탄병연대는 캐나다군 전차 28량을 파괴하면서 단 6명만을 손실했을 뿐이었다. 마이어는 아래와 같이 당시 상황을 술회했다.
도대체 어찌 된 일일까? 내가 잘못 보고 있는 건가? 적 전차 하나가 콩테스(Contest) 과수원으로 밀고 들어왔다! 맙소사! 절호의 기회가 아닌가! 적 전차는 2대대 진지 오른편을 가로지르며 내달렸다! 적 전차는 쏴달라는 듯이 옆구리를 내보이고 있었다. 모든 척탄병 대대, 포병 그리고 투입 가능한 전차에 명령을 내렸다. 발포하지마! 내 명령이 떨어진 후에만 발포하라!

우리 기갑연대 지휘관은 수도원 뜰에 있는 자신의 지휘전차 안에 있었다. 재빨리 지휘전차와의 무선망이 연결되었다. 기갑연대장 뷘셰에게 조용히 적 전차의 움직임이 전달되었다. 아무도 입을 열지 않았다.

참기 어려운 기다림의 시간이었다. 자, 이제 곧이다. 적 선봉대가 프랑크빌(Franqueville) 지나쳐 도로를 가로지르기 시작했다. 뷘셰에게 공격 신호를 보냈다. 그리고 곧 뷘셰의 명령이 들렸다, "Achtung! Panzer marsch!"(주목! 전차 앞으로!). 긴장이 풀렸다. 프랑크빌 근방은 우지직하는 전투의 소음과 번쩍거리는 화염으로 가득찼다. 적 선봉대의 선도 전차가 연기를 내뿜었고, 승무원들이 전차에서 빠져나오는 모습이 보였다. 더 많은 적 전차가 큰 폭발음을 내며 산산조각났다.

캐나다군 포로 학살 사건이 벌어진 건 이 시기였다. 마이어는 나중에 이로 인해 재판에 기소되었고 포로를 잡지말라는 명령을 내렸다는 이유로 그리고 18명의 전쟁포로를 학살했다는 죄목으로 유죄를 선고받았다.
오랫동안 사단이 입은 피해도 가볍지 않은 수준이었다. 2주 내내 마이어 연대는 카르피케 비행장과 콩테스, 뷔롱, 오티 마을을 수비하면서 막대한 피해를 입었다. 6월 14일 사단장 프리츠 비트 SS소장이 사령부를 덮친 영국군의 함포 사격에 전사했다. 사단 최고참 장교인 마이어가 사단장직을 계승했다. 33살 나이의 독일군 최연소 사단장이 탄생한 순간이었다.
여러 차례에 걸친 영국군 및 캐나다군의 대규모 공세에도 불구하고 마이어는 캉 북부 전선을 유지하는 데 성공했다. 7월 4일 사단은 약 4,000명의 이르는 병력을 상실했다. 거의 대부분이 손실이 전투 전력인 보병에게 나왔기 때문에 사단의 전력은 바닥을 드러내기 일보직전이었고, 계속해서 이런 상황이 지속된다면 필시 사단은 전멸을 면치 못할 터였다. 이런 상황 속에서도 마이어는 끊임없이 밀려오는 연합군 병사들과 휘하 사단을 갈갈이 찢어버리고 있는 전차들의 공격으로부터 카르피케 비행장을 사수했다. 7월 9일 마이어는 무단 퇴각과 목전에 다가온 전멸을 놓고 극심한 갈등에 빠졌다. 7월 10일 히틀러의 "사수" 명령에도 불구하고 마이어는 캉을 방기하고 오르느 강 동안으로 후퇴하라는 명령을 사단에 내렸다.

## 노르망디 최후의 전투 - 팔레즈 포위망
사단이 약간의 휴식과 재편성을 취하고 있던 시기였던 7월 17일 B 집단군 사령관 에르빈 롬멜 원수가 제1 SS기갑군단을 방문해 마이어와 만남을 가졌다. 당시 상황 보고 중 마이어는 공중 지원을 롬멜에게 요청했고, 흥분한 롬멜은 이렇게 대답했다.
"자네 지금 그걸 말이라고 하나? 내가 장님인 줄로 아는가 말이야? 귀에 닳도록 보고를 했단 말이네. 아프리카에서 이미 전투폭격기들이 미칠 영향을 심각하게 지적했네. 당연히 상층부가 더 잘 알 거라고 생각했네만, 상층부는 내 주장을 더 이상 믿지 않네. 상황을 보란 말일세! 서부 전선에서 전쟁을 끝내야 해! 그러나 동부 전선은 어찌 될려는지 모르겠네!"

그 날 오후 롬멜은 수행원들과 함께 자신의 차로 포이 드 몽고메리(Foy de Montgomery)를 지나던 도중 연합군 전투폭격기의 공격을 당해 중상을 입고 말았다. 얼마 후 롬멜은 7·20 음모에 연루되어 자살했다.
캐나다군은 독일군 전선 후방을 포위하고 있던 미군과 조우해 캉 주변에 있는 독일군 완벽히 포위섬멸 할 목적으로 팔레즈를 목표로 한 공세를 개시했다. 마이어는 더 이상의 저항은 죽기 아니면 포로가 되길 자처하는 것임을 잘 알고 있었지만, 그에게는 선택의 여지가 없었다. 마이어는 만신창이가 된 휘하 사단으로 팔레즈로 통하는 길목에 수비선을 구축했다. 며칠간의 싸움 후 마이어는 줄 대로 준 사단의 잔존 병력을 구하기 위해 또다시 퇴각을 결심했다. 마이어는 부하들을 이끌고 팔레즈 포위망 돌파를 시도했다. 이하는 포위망 속에서 느꼈던 공포를 마이어가 회상한 내용이다.
사방에서 터져나오는 비탄이 저 높은 하늘에까지 닿을 정도였다. 풍비박산 난 아군 부대의 병사들은 자신들의 머리 위로 쏟아지는 끊임없는 폭격에 아무것도 할 수 없었다. 작렬하는 탄환과 폭탄으로부터 몸을 가릴 곳 따윈 없었다. 좁은 지역에 억수처럼 쏟아지는 폭탄 속에서 우린 연합군 전투폭격기의 손쉬운 먹잇감에 지나지 않았다. 숲은 부상당한 병사들과 말의 육편(肉片)들로 넘쳐났다. 죽음의 그림자가 한발작 한발작 우리에게 다가왔다. 우리는 잘 보일 수 있게 쟁반 위에 놓인 것처럼 캐나다 제4 사단과 자유 폴란드 제1 사단의 포격에 완전히 노출되어 있었다.

이런 상황 속에서도 불구하고 마이어는 팔레즈 포위망을 탈출하는 데 성공했다. 8월 27일 마이어는 91번째로 백엽 검 기사십자 철십자장을 수훈했고, 약 일주일 후인 9월 1일에는 SS여단지도자(소장급)로 승진했다. 마이어와 히틀러유겐트의 잔존병들은 센강을 건너 벨기에로 퇴각하는 B 집단군 병력들과 합류했다. 1944년 9월 6일, 벨기에 나뮈르(Namur) 근방 뒤르날(Durnal)에서 마이어는 파르티잔에게 포로가 되어 미군에게 넘겨졌다. 마이어는 포로가 됐을 당시 SS 제복이 아닌 육군 대령 제복을 입고 있었다.

## 전후 - 전쟁범죄 재판
1945년 12월 전쟁포로로서 억류된 마이어는 독일 아우리히에서 다섯 건의 범죄를 놓고 재판을 받았다. 당시 "패트리샤 공주의 캐나다 경보병 연대(Princess Patricia's Canadian Light Infantry) 2대대" 피터 츠바리히(Peter Zwarich) 상병에게 신변 보호를 받았다.
짧은 재판 후 다섯 건의 사건 중 세 건의 사건으로 유죄가 선고되었다. 항소하라는 부하들의 격려가 뒤따랐다. 유죄 판결이 난 사건은 이하와 같았다. 1944년 6월 7일 아르덴 수도원에 설치된 마이어의 지휘본부에서 캐나다군 포로 12명이 살해된 사건 그리고 1944년 6월 8일 같은 장소에서 캐나다군 포로 7명이 살해된 사건이다.
노르망디 전투 당시 캐나다 제7 보병 여단장으로서 그의 적이었던 H.W. 포스터 소장은 마이어에게 총살형을 선고했다. 유일하게 군인으로서 피고 측 증인으로 재판에 출석한 과거 제5 기갑군 사령관 하인리히 에버바흐는 비통함을 감추지 못했다. 에버바흐는 마이어의 결백을 확신했던 것이다. 하지만 얼마 후 이 판결은 번복되어 1946년 1월 크리스토퍼 보크스 소장에 의해 종신형으로 감형되었다. 당시 보크스 소장은 다음과 같이 말했다.
"마이어에게 불리한 증거를 조사하던 당시 난 정황증거가 대부분이라는 사실을 깨달았습니다. 포로를 잡지 말라는 명령을 받은 제25 SS기갑척탄병연대 소속의 목격 증인이 있긴 합니다. 하지만 이 증인은 극심한 심문에 시달려 오히려 법정에서 죄상을 혼란스럽게 만들고 있습니다. 게다가 다른 증인들은 진술의 진실성을 전혀 장담할 수는 없는 상황입니다."

마이어는 캐나다 뉴브런즈윅 주에 위치한 도체스터 시 감옥에서 5년을 복역했다. 그 후 서독 베를 영국군 감옥으로 이감되었다. 영국 생활 중 마이어는 노르망디에서 자신과 포화를 교환한 적이 있는 몇몇 캐나다군 장교와 왕래를 가졌다. 과거 자신의 적이었던 이 캐나다군 장교 일부는 석방 후에도 마이어와 친분을 유지했다.
9년간의 감옥 생활 후, 1954년 9월 7일 마침내 자유의 몸이 된 마이어는 무장SS 퇴역군인 상조회(HIAG)에서 왕성하게 활동했고, 특히 공식대변인으로서 무장SS 퇴역군인들에게 연금을 지급하도록 하는 법안을 가결시키기 위해 투쟁했다.
1957년 자서전 《GRENADIERE》를 출간했다. 현장감과 전쟁의 공포감이 물씬 풍겨나오는 마이어 특유의 문체와 필법으로 쓰여진 《척탄병》은 수많은 독자들의 마음을 사로잡았다. 마이어는 자서전을 자신의 전쟁범죄 사실을 부인하고 부하들을 변호하는 수단으로 이용했다. 그리고 자서선 마지막장을 친애해마지않는 자신의 척탄병들(동료들), 무장SS 퇴역군인들의 권리를 되찾기 위한 투쟁의 장으로 할애했다.
악화된 건강으로 고통받던 마이어는 노르트라인베스트팔렌주 하겐 시에서 1961년 12월 23일 바로 자신의 51번째 생일에 3번의 가벼운 발작 후 심장 마비로 사망했다.

## SS 시기의 경력

### 진급 내역
- 1932년 7월 10일 SS소위 임관
- 1935년 3월 10일 SS중위
- 1937년 9월 12일 SS대위
- 1940년 9월 1일 SS소령
- 1942년 11월 9일 SS중령
- 1943년 7월 21일 SS대령
- 1944년 8월 1일 SS상급대령
- 1944년 9월 1일 SS소장

### 서훈 내역
- 1939년 9월 25일 2급 철십자장
- 1940년 5월 31일 1급 철십자장
- 1941년 5월 18일 기사십자 철십자장 (1 SS기갑수색대대장)
- 1942년 2월 8일 독일 황금십자장
- 1942년 9월 4일 동부전선 종군장
- 1943년 2월 23일 백엽 기사십자 철십자장 (195번째, 1 SS기갑수색대대장)
- 1944년 8월 27일 백엽검 기사십자 철십자장 (91번째, 12 SS기갑사단장)

## 참고 문헌
- Rupert Butler, SS-HITLERJUGEND (SPELLMOUNT Stablehurst 2003) ISBN 1-86227-193-3
- Hubert Meyer, SS 第 12 戰車師團史 上 (大日本繪畵 1998) ISBN 4-499-22678-3
- Kurt Meyer, Grenadiers (Stackpole Books 2005) ISBN 978-0-8117-3197-3
- Tim Ripley, Steel Rain (BROWN Partworks 2001) ISBN 1-84094-092-9 {{isbn}}의 변수 오류: 유효하지 않은 ISBN.
- Niklas Zetterling, Normandy 1944: German Military Organization, Combat Power and Organizational Effectiveness (J.J.Fedorowicz Publishing 2000) ISBN 0-921991-56-8
- 12th SS Panzer Division Hitlerjugend entry at Axishistory.com
- https://web.archive.org/web/20070503232735/http://home.att.net/~SSPzHJ/Index.html
- https://web.archive.org/web/20070429182741/http://www.ess.uwe.ac.uk/genocide/bioprofiles.htm#Meyer